# Carex cusickii
Espèce
Classification phylogénétique
Carex cusickii (appelé quelquefois en français Carex de Cusick) est une espèce de plantes du genre Carex et de la famille des Cyperaceae.
Il est originaire de l'ouest de l'Amérique du Nord de la Colombie-Britannique à la Californie et à l'Utah, où on le trouve dans plusieurs types d'habitats humides, comme les marais, les prairies de montagne et les fossés. Dans son territoire, il est plus courant dans la chaîne des Cascades et à l'ouest de cette zone.
Ce carex produit des bouquets de tiges pouvant atteindre 1,3 mètre de haut. Il est parfois dioïque, les fleurs mâles et femelles se produisant sur des individus différents. Les longues  feuilles ont des gaines parsemées de rouge et sont bordées au sommet de cuivre. L'inflorescence est souvent séparé en épillets distincts.

## Galerie

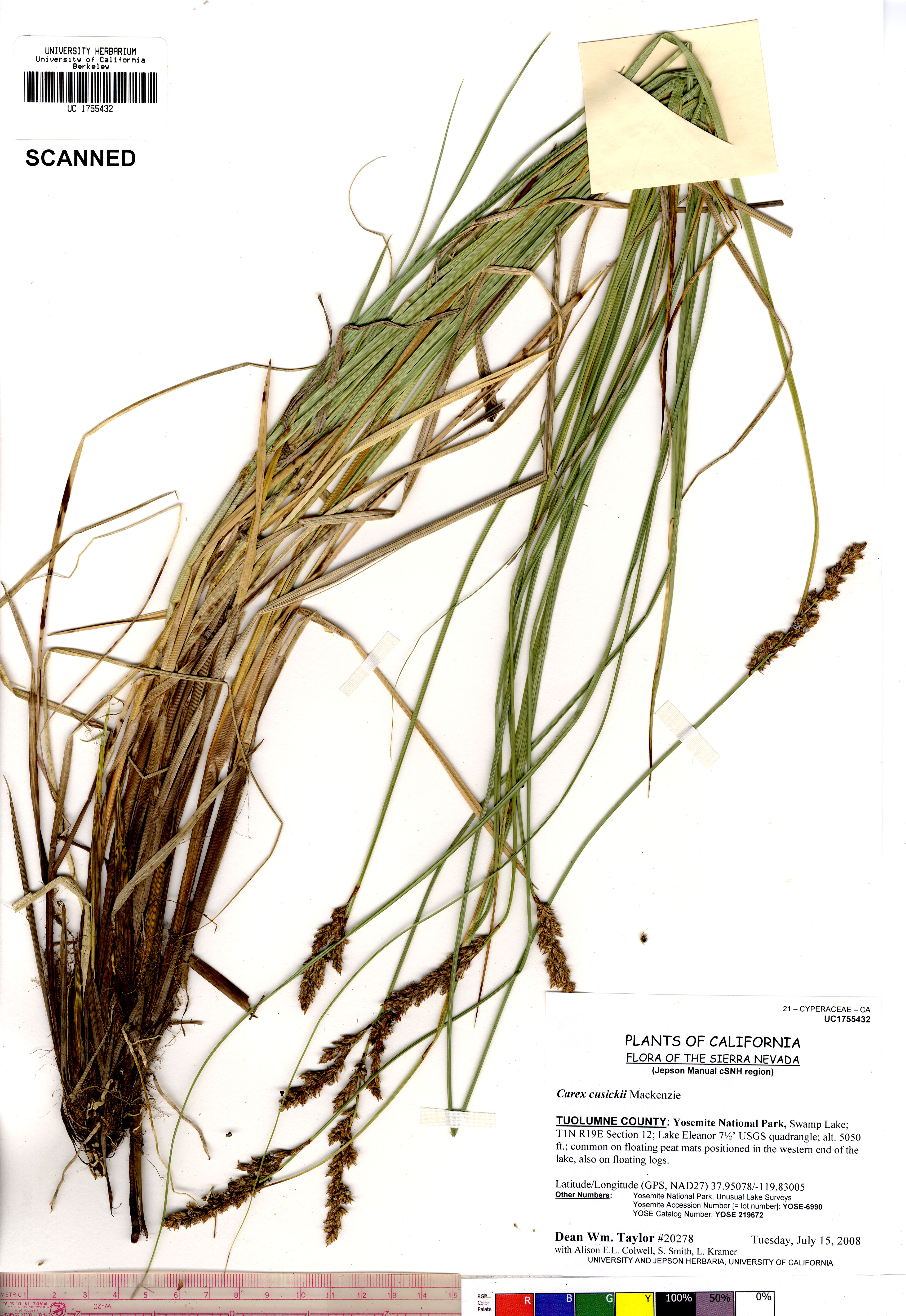